# バービーの王女と村娘
『バービーの王女と村娘』（バービーのおうじょとむらむすめ、原題: Barbie as the Princess and the Pauper）は、2004年9月28日にカナダとアメリカ合衆国より発売されたバービーのコンピュータアニメーション映画作品（オリジナルビデオ）。バービーシリーズの第4作目のビデオ映画作品であり、マーク・トウェインの名作『王子と乞食』をベースに展開されている。
アメリカ合衆国では、2004年9月28日にライオンズゲートよりVHS&DVDが発売されている。
日本では劇場未公開。2004年10月22日にユニバーサル・ピクチャーズ・ジャパンよりVHSとDVDが同時発売されている。告知宣伝用ポスターのキャッチコピーは「女の子 必見! 世界中で大人気のバービーが楽しい歌満載のミュージカルに初挑戦!」。

## ストーリー
昔々のとある国、プリンセス・アナリースと村娘エリカの2人は瓜二つ。ある日、2人は偶然出会いお互いそっくりで驚くがすぐに仲良くなる。アナリースは他王国ドミニク国王と結婚する予定になっていたがアナリースは家庭教師のジュリアンのことが好きだった。そんな時、女王の側近のプレミンジャーはアナリースと結婚し王国を乗っ取ろうと計画し、アナリースを誘拐し監禁してしまう。家庭教師のジュリアンはアナリースを探す間、このことがドミニク国王にばれないように、エリカにプリンセスの代わりになるように頼むのだった。

## キャスト
| 役名                       | 俳優                           | 日本語吹き替え |
| -------------------------- | ------------------------------ | -------------- |
| アナリース王女／エリカ     | ケリー・シェリダン             | 柚木涼香       |
| アナリース（歌）           | メリッサ・リオンズ             | 原田真純       |
| エリカ（歌）               | ジュリー・スティーヴンス       | 伊東恵里       |
| ドミニク                   | マーク・ヒルドレス             | 緑川光         |
| ドミニク（歌）             | マーク・ルナ                   | 大崎吾郎       |
| ジュリアン                 | アレッサンドロ・ジュリアーニ   | 東地宏樹       |
| ジュリアン（歌）           | アレッサンドロ・ジュリアーニ   | 石川英郎       |
| プレミンジャー             | マーティン・ショート           | 内田直哉       |
| セラフィーナ               | キャスリーン・バー             | 國府田マリ子   |
| ウルフィ（ウォルフガング） | イアン・ジェームズ・コーレット | 岡野浩介       |
| 女王／女監督               | エレン・ケネディ               | 麻生侑里       |
| マダム・カープ             | パム・ハイアット               | 片岡富枝       |
| ニック／予定係             | ブライアン・ドラモンド         | 泉尚摯         |
| ナック                     | ジャン・ラブソン               | 松山鷹志       |
| ミダス／牢番               | ジャン・ラブソン               | 石住昭彦       |
| 大使／衛兵                 | コリン・マードック             | 遠藤純一       |
| エルヴェ／司祭             | ゲイリー・チョーク             | 楠見尚己       |
| バーティ／メイド           | キャスリーン・バー             | 月本皇子       |

## 日本語版制作スタッフ
- 演出：三好慶一郎
- 吹替翻訳・訳詞：佐藤恵子
- 音楽演出：市之瀬洋一
- 制作担当：筋野茂樹、田村恵
- 原曲歌唱指導：Megan Cavallari
- 日本語版制作：(株)東北新社